# 宿主 (小說)
《宿主》（英語：The Host）是由史蒂芬妮·梅爾創作的2008年科幻愛情小說。小說講述後末日時期的地球被一種寄生外星種族侵略，外星生物被稱為靈魂（Souls），故事隨着一個靈魂侵占一名女性人類身體但她的意識拒絕合作而處於困境。
《宿主》於2008年5月6日發售，首印數為750,000本。小說國際版於2008年4月2日由英國出版部門在英國、愛爾蘭、印度尼西亞、菲律賓、澳洲和香港發售。小說被翻譯成多種語言。
小說的序言及第四章可以在梅爾的官方網站上找到。